# Alexander Schoch

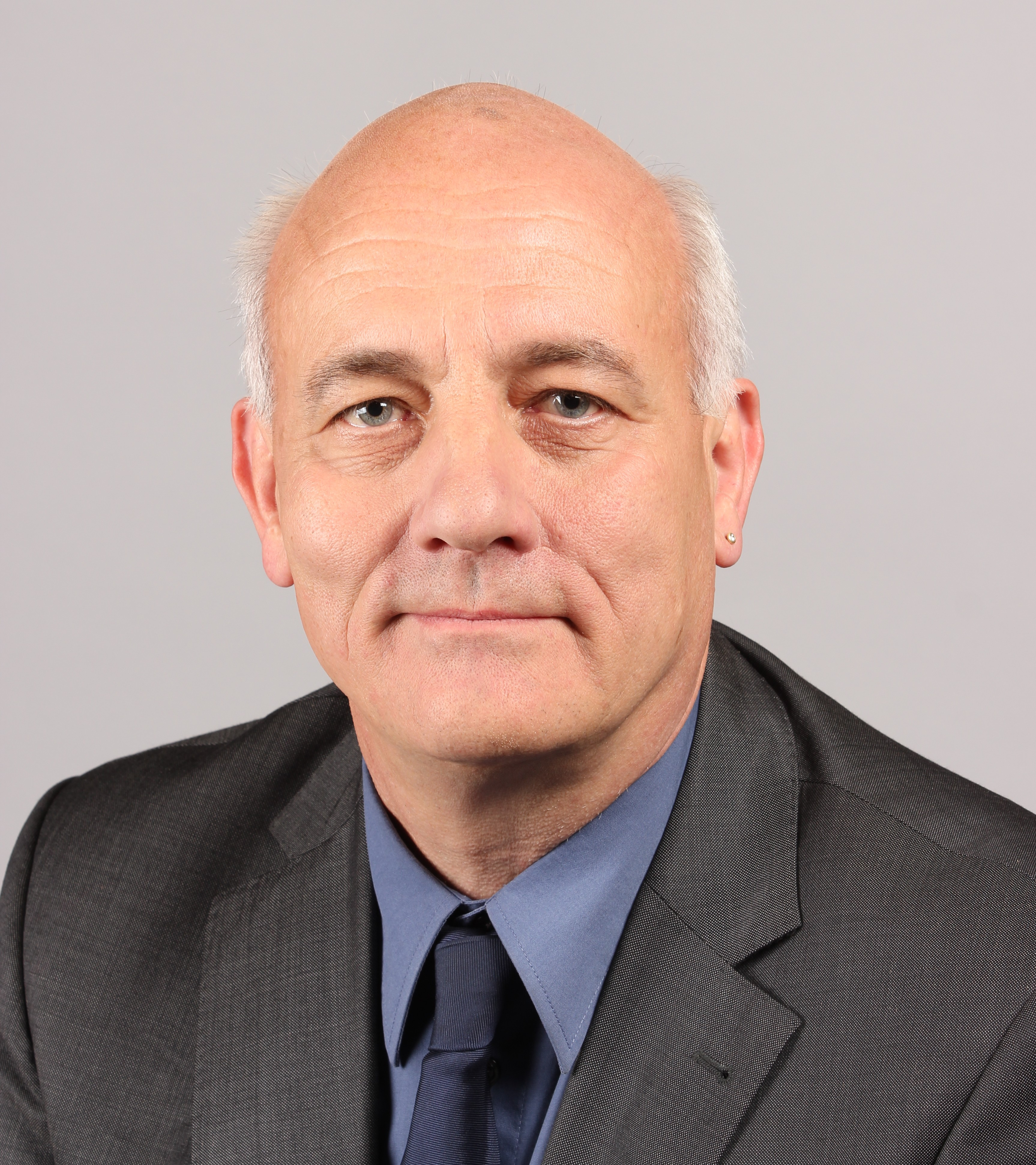
Alexander Schoch (2013)

Alexander Schoch (* 14. August 1954 in Freiburg im Breisgau) ist ein deutscher Politiker (Bündnis 90/Die Grünen). Er war von 2011 bis 2025 Mitglied des Landtags Baden-Württemberg.

## Leben
Schoch besuchte die Grund- und Hauptschule und machte danach eine Ausbildung zum Vermessungstechniker. Er erreichte über den zweiten Bildungsweg das Abitur und studierte daraufhin Politikwissenschaft, Wirtschaftswissenschaft, Geographie, Diplompädagogik und Psychologie und schloss mit Staatsexamen und Diplom ab. Er war bis 2005 Bundesgeschäftsführer und Tarifverhandlungsführer bei der Gewerkschaft Öffentliche Dienste, Transport und Verkehr beziehungsweise ver.di. Aufgrund des Umzugs der Bundesverwaltung von Stuttgart nach Berlin wurde er 2005 Bildungsreferent der Gewerkschaft ver.di und 2008 Fachbereichsleiter im Bezirk Mittelbaden-Nordschwarzwald. Er war zudem als ehrenamtlicher Richter tätig.

## Politik
Schoch war von 1984 bis Oktober 2000 Stadtrat für Die Offene Liste (DOL) in Waldkirch, von 1994 bis heute Mitglied im Emmendinger Kreisrat und seit 2009 Sprecher des Ortsverbandes Waldkirch der Grünen. Nachdem er zwei Wahlperioden pausiert hatte, trat er 2009 wieder bei der Gemeinderatswahl in Waldkirch für die DOL an und wurde mit 3599 Stimmen gewählt und 2014 mit 6340 Stimmen bestätigt.
Bei der Landtagswahl 2011 trat er im Landtagswahlkreis Emmendingen an und erreichte 30,4 % der Stimmen. Auf diese Weise gelang ihm über ein Zweitmandat der Einzug in den Landtag. In der Landtagsfraktion der Grünen war er von 2011 bis 2016 energie- und arbeitsmarktpolitischer Sprecher und zudem ordentliches Mitglied im Umwelt- sowie im Petitionsausschuss des Landtages.
Bei der baden-württembergischen Landtagswahl im März 2016 gewann er als erster Grüner das Direktmandat im Landtagswahlkreis Emmendingen mit 35,5 % der Stimmen. Im neuen Landtag gehört er den Ausschüssen für Energie, Klima, Umwelt- und Naturschutz/Wirtschaft, Arbeit und Wohnen sowie Ländlicher Raum und Verbraucherschutz an. Er ist Sprecher für Arbeitsmarktpolitik und Arbeitnehmerrechte sowie für Energie-/Ressourceneffizienz und Kreislaufwirtschaft der grünen Landtagsfraktion. Außerdem gehört er weiterhin dem Oberrheinrat an.
Bei der Landtagswahl 2021 konnte er sein Direktmandat mit 36,2 % der Stimmen verteidigen. Er legte sein Mandat am 31. März 2025 nieder. Bei seiner Verabschiedung hielt Axel Mayer eine Rede, die noch einmal den politischen Lebensweg von Alexander Schoch aufzeigte. Für ihn rückte Rüdiger Tonojan in den Landtag nach.

## Privates
Schoch ist verheiratet und Vater von zwei Töchtern. Er ist evangelischer Konfession.